# Turn-Europameisterschaften 2008
Die Turn-Europameisterschaften 2008 fanden für die Frauen vom 3.–6. April in Clermont-Ferrand, für die Männer vom 8.–11. Mai in Lausanne statt.

## Teilnehmer
| - Albanien (M) - Armenien (M) - Aserbaidschan (M) - Belgien (F,M) - Bulgarien (F,M) - Dänemark (F,M) - Deutschland (F,M) - Finnland (F,M) - Frankreich (F,M) - Georgien (M) - Griechenland (F,M) - Irland (F,M) - Island (F,M) - Israel (F,M) | - Italien (F,M) - Kroatien (F,M) - Lettland (F,M) - Litauen (F,M) - Luxemburg (F,M) - Moldau (M) - Monaco (M) - Niederlande (F,M) - Norwegen (F,M) - Österreich (F,M) - Polen (F,M) - Portugal (F,M) - Rumänien (F,M) - Russland (F,M) | - Schweden (F,M) - Serbien (M) - Schweiz (F,M) - Slowakei (F,M) - Slowenien (F,M) - Spanien (F,M) - Tschechien (F,M) - Türkei (F,M) - Ukraine (F,M) - Ungarn (F,M) - Vereinigtes Königreich (F,M) - Belarus (F,M) - Zypern (F,M) |

F = Frauen, M = Männer

### Deutsche Mannschaft
- Frauen: Katja Abel, Oksana Chusovitina, Marie-Sophie Hindermann, Joeline Möbius, Jenny Brunner
- Männer: Fabian Hambüchen, Robert Juckel, Marcel Nguyen, Philipp Boy, Robert Weber

### Schweizerische Mannschaft
- Frauen: Danielle Englert, Ariella Kaeslin, Linda Stämpfli, Lucia Taccelli, Yasmin Zimmermann, Ersatz: Laura Alzina
- Männer: Niki Böschenstein, Claudio Capelli, Denis Mannhart, Mark Ramseier, Christoph Schärer

### Österreichische Mannschaft
- Frauen: Barbara Gasser, Hanna Grosch, Andrea Gufler, J. Mader, Kathrin Nussbacher
- Männer: Marco Baldauf, Lukas Kranzlmüller, Alexander Leidlmair, Mario Rauscher, Lukas Wüstner

## Ergebnisse

### Mehrkampf Mannschaft
| Rang | Nation      | Athleten                                                                                            | Punkte  |
| ---- | ----------- | --------------------------------------------------------------------------------------------------- | ------- |
| 1    | Russland    | Sergei Chorochordin Maxim Dewjatowski Juri Rjasanow Nikolai Krjukow Anton Golozuzkow                | 272.450 |
| 2    | Deutschland | Fabian Hambüchen Robert Juckel Philipp Boy Marcel Nguyen Robert Weber                               | 269.575 |
| 3    | Rumänien    | Daniel Popescu Flavius Koczi Răzvan Șelariu Cosmin Malița Robert Stănescu                           | 268.950 |
| 4    | Belarus     | Denis Sawenkow Dsmitri Sawitschki Dimitri Kaspiarowitsch Alexander Tscharewitsch Uladsimir Jermakow | 266.450 |
| 5    | Frankreich  | Raphaël Wignanitz Gaël da Silva Yann Cucherat Dimitri Karbanenko Danny Rodrigues                    | 266.350 |
| 6    | Ukraine     | Walerij Hontscharow Oleksandr Worobjow Roman Sosulja Mykola Kuksenkow Oleksandr Suprun              | 265.875 |
| 7    | Schweiz     | Niki Böschenstein Claudio Capelli Mark Ramseier Christoph Schärer Dennis Mannhart                   | 264.900 |
| 8    | Italien     | Matteo Angioletti Alberto Busnari Igor Cassina Matteo Morandi Enrico Pozzo                          | 263.475 |

| Rang | Nation                 | Athleten                                                                             | Punkte  |
| ---- | ---------------------- | ------------------------------------------------------------------------------------ | ------- |
| 1    | Rumänien               | Steliana Nistor Sandra Izbașa Anamaria Tămârjan Cerasela Pătrașcu Gabriela Drăgoi    | 181.525 |
| 2    | Russland               | Anna Pawlowa Xenija Semjonowa Karina Mjasnikowa Xenija Afanassjewa Swetlana Kljukina | 179.475 |
| 3    | Frankreich             | Cassy Vericel Pauline Morel Marine Petit Laëtitia Dugain Isabelle Severino           | 177.175 |
| 4    | Italien                | Vanessa Ferrari Carlotta Giovanni Francesca Benolli Lia Parolari Monica Bergamelli   | 175.775 |
| 5    | Ukraine                | Darija Zgoba Anastasia Kowal Alina Kositsch Marina Proskurina Valentina Holenkowa    | 175.475 |
| 6    | Vereinigtes Königreich | Rebecca Downie Elizabeth Tweddle Marissa King Laura Jones Hannah Clowes              | 174.050 |
| 7    | Deutschland            | Oksana Chusovitina Katja Abel Joeline Möbius Jenny Brunner Marie-Sophie Hindermann   | 170.850 |
| 8    | Niederlande            | Verona van de Leur Lichelle Wong Suzanne Harmes Anne Tritten Sanne Wevers            | 166.825 |

### Gerätefinals Frauen
| Rang | Athletin                   | Punkte |
| ---- | -------------------------- | ------ |
| 1    | Oksana Chusovitina         | 14,812 |
| 2    | Carlotta Giovanni          | 14,662 |
| 3    | Francesca Benolli          | 14,462 |
| 4    | Ariella Kaeslin            | 14,362 |
| 5    | Anna Pawlowa               | 14,337 |
| 6    | Nastassja Maratschkouskaja | 14,237 |
| 7    | Enikö Korcsmaros           | 14,162 |
| 8    | Rebecca Downie             | 13,500 |

| Rang | Athletin          | Punkte |
| ---- | ----------------- | ------ |
| 1    | Xenija Semjonowa  | 15,900 |
| 2    | Steliana Nistor   | 15,800 |
| 3    | Darija Sgoba      | 15,625 |
| 4    | Elizabeth Tweddle | 15,475 |
| 5    | Anastasia Kowal   | 15,425 |
| 6    | Lia Parolari      | 14,825 |
| 7    | Karina Mjasnikowa | 14,800 |
| 8    | Rebecca Downie    | 14,700 |

| Rang | Athletin          | Punkte |
| ---- | ----------------- | ------ |
| 1    | Xenija Semjonowa  | 15,950 |
| 2    | Sandra Izbașa     | 15,450 |
| 2    | Alina Kositsch    | 15,450 |
| 4    | Pauline Morel     | 15,300 |
| 5    | Vanessa Ferrari   | 15,175 |
| 6    | Steliana Nistor   | 15,075 |
| 6    | Lenika de Simone  | 15,075 |
| 8    | Marina Proskurina | 14,650 |

| Rang | Athletin           | Punkte |
| ---- | ------------------ | ------ |
| 1    | Sandra Izbașa      | 15,775 |
| 2    | Elizabeth Tweddle  | 15,525 |
| 3    | Anamaria Tămârjan  | 14,975 |
| 4    | Marine Petit       | 14,900 |
| 5    | Anna Pawlowa       | 14,875 |
| 6    | Oksana Chusovitina | 14,850 |
| 7    | Cassy Vericel      | 14,775 |
| 8    | Alina Kositsch     | 14,700 |

### Gerätefinals Männer
| Rang | Athlet           | Punkte |
| ---- | ---------------- | ------ |
| 1    | Fabian Hambüchen | 16,025 |
| 2    | Vlasis Maras     | 15,850 |
| 3    | Aljaž Pegan      | 15,300 |
| 3    | Umit Samiloglu   | 15,300 |
| 5    | Jeffrey Wammes   | 14,750 |
| 6    | Igor Cassina     | 14,500 |
| 7    | Robert Weber     | 14,225 |
| 8    | Roman Kulesza    | 13,650 |

| Rang | Athlet               | Punkte |
| ---- | -------------------- | ------ |
| 1    | Mitja Petkovšek      | 16,025 |
| 2    | Yann Cucherat        | 16,000 |
| 3    | Nikolai Krjukow      | 15,875 |
| 4    | Walerij Hontscharow  | 15,775 |
| 5    | Fabian Hambüchen     | 15,700 |
| 6    | Alexander Zarewitsch | 15,575 |
| 7    | Maxim Dewjatowski    | 15.275 |
| 8    | Vasileios Tsolakidis | 14,475 |

| Rang | Athlet                 | Punkte |
| ---- | ---------------------- | ------ |
| 1    | Leszek Blanik          | 16,562 |
| 2    | Dimitri Kaspiarowitsch | 16,400 |
| 3    | Daniel Popescu         | 16,350 |
| 4    | Anton Golozuzkow       | 16,175 |
| 5    | Răzvan Șelariu         | 15,975 |
| 5    | Jeffrey Wammes         | 15,975 |
| 5    | Fabian Hambüchen       | 15,975 |
| 8    | Jevgēņijs Saproņenko   | 15,525 |

| Rang | Athlet              | Punkte |
| ---- | ------------------- | ------ |
| 1    | Yuri van Gelder     | 16,500 |
| 2    | Jordan Jowtschew    | 16,200 |
| 3    | Danny Rodrigues     | 16,050 |
| 4    | Irodotos Georgallas | 15,500 |
| 5    | Eduard Gholub       | 15,375 |
| 6    | Oleksandr Worobjow  | 15,325 |
| 7    | Maxim Dewjatowski   | 14,825 |
| 8    | Juri Rjasanow       | 14,625 |

| Rang | Athlet              | Punkte |
| ---- | ------------------- | ------ |
| 1    | Krisztián Berki     | 16.025 |
| 2    | Filip Ude           | 15,625 |
| 3    | Robert Seligman     | 15,550 |
| 4    | Flavius Koczi       | 15,450 |
| 5    | Harutjun Merdinjan  | 15,125 |
| 6    | Donna-Donny Truyens | 14,975 |
| 7    | Nikolai Krjukow     | 14,500 |
| 8    | Dsmitri Sawizki     | 14,050 |

| Rang | Athlet            | Punkte |
| ---- | ----------------- | ------ |
| 1    | Anton Golozuzkow  | 15,700 |
| 2    | Răzvan Șelariu    | 15,650 |
| 3    | Fabian Hambüchen  | 15,375 |
| 4    | Maxim Dewjatowski | 15,150 |
| 5    | Dsmitri Sawizki   | 14,950 |
| 6    | Manuel Campos     | 14,900 |
| 7    | Enrico Pozzo      | 14,875 |
| 8    | Kristian Thomas   | 14,850 |

## Medaillenspiegel
| Rang | Land         |   |   |   | total |
| ---- | ------------ | - | - | - | ----- |
| 1    | Russland     | 2 | - | 1 | 3     |
| 2    | Deutschland  | 1 | 1 | 1 | 3     |
| 3    | Slowenien    | 1 | - | 1 | 2     |
| 4    | Niederlande  | 1 | - | - | 1     |
| 4    | Polen        | 1 | - | - | 1     |
| 4    | Ungarn       | 1 | - | - | 1     |
| 7    | Rumänien     | - | 1 | 2 | 3     |
| 8    | Frankreich   | - | 1 | 1 | 2     |
| 8    | Kroatien     | - | 1 | 1 | 2     |
| 10   | Bulgarien    | - | 1 | - | 1     |
| 10   | Griechenland | - | 1 | - | 1     |
| 10   | Belarus      | - | 1 | - | 1     |
| 13   | Türkei       | - | - | 1 | 1     |

| Rang | Land                   |   |   |   | total |
| ---- | ---------------------- | - | - | - | ----- |
| 1    | Rumänien               | 2 | 2 | 1 | 5     |
| 2    | Russland               | 2 | 1 | - | 3     |
| 3    | Deutschland            | 1 | - | - | 1     |
| 4    | Italien                | - | 1 | 1 | 2     |
| 4    | Ukraine                | - | 1 | 1 | 2     |
| 6    | Vereinigtes Königreich | - | 1 | - | 1     |
| 7    | Frankreich             | - | - | 1 | 1     |

| Rang | Land                   |   |   |   | total |
| ---- | ---------------------- | - | - | - | ----- |
| 1    | Russland               | 4 | 1 | 1 | 6     |
| 2    | Rumänien               | 2 | 3 | 3 | 8     |
| 3    | Deutschland            | 2 | 1 | 1 | 4     |
| 4    | Slowenien              | 1 | - | 1 | 2     |
| 5    | Niederlande            | 1 | - | - | 1     |
| 5    | Polen                  | 1 | - | - | 1     |
| 5    | Ungarn                 | 1 | - | - | 1     |
| 8    | Frankreich             | - | 1 | 2 | 3     |
| 9    | Italien                | - | 1 | 1 | 2     |
| 10   | Kroatien               | - | 1 | 1 | 2     |
| 11   | Bulgarien              | - | 1 | - | 1     |
| 11   | Griechenland           | - | 1 | - | 1     |
| 11   | Vereinigtes Königreich | - | 1 | - | 1     |
| 11   | Belarus                | - | 1 | - | 1     |
| 15   | Ukraine                | - | - | 2 | 2     |
| 16   | Türkei                 | - | - | 1 | 1     |